# Alegeri legislative în Grecia, 1990
Alegerile legislative din Republica Elenă au avut loc la data de 8 aprilie 1990. În joc au fost 300 de locuri în Parlamentul Grec, Voula. 
Partidul Conservator Noua Democrație, condus de Constantine Mitsotakis a câștigat, învingând Mișcarea Socialistă Panhellenică (ΠΑΣΟΚ) a lui Andreas Papandreou.
Primul loc în  Parlamentul grecesc a fost ocupat de Noua Democrație (ΝΔ), condusă de Costantine Mitsotakis , locul doi de Mișcarea Socialistă Panhelenă (ΠΑΣΟΚ), condusă de Andreas Papandreou, iar locul trei de Coaliția de Stânga (SYN) a lui Charilaos Florakis. 
Pentru a deține o majoritate de 151 de membrii din cele 300 de locuri în Parlament, Noua Democrație a trebuit să câștige fidelitatea  Partidului Reînnoirea Democratică condus de Theodoros Katsikis, cu un membru în Parlamentul grecesc. La scurt timp după ce a primit votul de încredere, Curtea Supremă a acordat Partidului Noua Democrație un al 152-lea loc în Parlament, în urma depistării unei erori de calcul.

## Voturi
1. Noua Democrație,condusă de Constantine Mitsotakis, voturi 3,088,137, reprezentând 46.9%, 151 locuri
2. Mișcarea Socialistă Panelenă, Andreas Papandreou, 2,543,042, 38.6%, 123 locuri
3. Coaliția de Stânga și Progresul, Charilaos Florakis, 677,059, 10.3%, 19 locuri
4. Mișcarea Socialistă Panhelenă Mixtă- Coaliția de Stânga, 66,861, 1.0%, 4 locuri
5. Ecologiștii, 50,686, 1.0%, 1 loc
6. Partidul Independent Musulman, 45,981, 0.7%, 2 locuri
7. Reînnoirea Democratică, Kostantinos Stefanopoulos 44,077, 0.7%, 1 loc
8. Alte Liste Verzi, 20,041, 0.3%, -
9. Noua Opoziție de Stânga – Opoziția Populară, Kostas Kappos, 14,365, 0.2%, -
10. Partidul Comunist din Grecia, 8,827, 0.1%, -
11. Partidul Național, 6,641, 0.1%, -
12. Partidul Grecilor Vânători, 5060, 0.1%, -
13. Aliniere Naționalistă, 2,079, 0.0% -
14. Mișcarea Anonimă a Muncitorilor, Antonios Halaris, 1,174, 0.0%, -
15. Partidul Olimpic ,691, 0.0%, -
16. Altele, 11,487, 0.0%, -
S-au înregistrat 6,586,040 voturi valide.
Au fost 112,551 voturi nevalidate.
Totalul voturilor a fost de 6,698,591 , reprezentând 83.2%.